# Wiseguy
Raphael "Wiseguy" (spelad av Hank Azaria) är en rollfigur i den animerade tv-serien Simpsons. Raphael har många smeknamn som Wiseguy, Middle aged man och Sarcastic-Clerk. Wiseguy syns oftast som försäljare eller leverantör men även chaufför.

## Biografi
Sideshow Bob har nämnt att han heter Raphael, i samlingsutgåvan World of Springfield heter han "Sarcastic Man". Han bor i en lägenhet tillsammans med 200 fåglar som nästan hela tiden följer efter honom. Den enda fågeln som man vet har ett namn är Raymond Bird.
Han har bland annat jobbat som taxichaufför på "Just take me home",  fotograf för "The Gabbo Show", byggare, "City hall" i Waverly Hills, "The Copy Jalopy", "Springfield Munical Golf Course", "AAA", "Dentz Blackest Fingernails in Town", "Teenage Pasteland", "Bloodbath & Beyond Gund Shop", "Springfield Dry Cleaners", "Springfield Downs", "Yuk-ingham Palace", "Springfield Googolplex", "Springfield Downs", "The Krusty-est Store On Earth", "In 'N' Out Ear Piercing", "Toys", "Pest bye", "Springfield Museum of Natural History", "Springfield Auto", "Lugi's" "FOX", "Broken Dreams Storage Lockers", Taxi-chaufför, "a bugs death", "Noiseland Arcade",, "Club Zipless" och "Crafty Art's - Arts & Crafts". Han äger också en av bensinmack inom Texxonkoncernen.